# Hrvatski malonogometni kup – regija Sjever 2014./15.
Malonogometni kup regije Sjever je jedan od četiri kvalifikacijska regionalna kupa za Hrvatski malonogometni kup za sezonu 2014./15., igran na području središnje i sjeverne Hrvatske. Kup je osvojio klub "Futsal Dinamo" iz Zagreba. 

## Sustav natjecanja
Kup se igra jednostrukim kup-sustavom u studenom i prosincu 2014. godine. U natjecanju sudjeluju futsal klubovi iz 2. HMNL - Sjever i 1. HMNL koji nemaju osiguran plasman u Hrvatski malonogometni kup, te pobjednici županijskih kupova s ovog područja. Pobjednik stječe pravo nastupa u Hrvatskom kupu za 2014./15. 

## Rezultati

### Prvi krug
| par                               | rez. | napomene, izvještaji |
| --------------------------------- | ---- | -------------------- |
| Alumnus Zagreb - Siscia (Sisak)   | 14:1 | [ 1 ]                |
| Novi Marof - Futsal Dinamo Zagreb | 3:7  | [ 1 ]                |

### Četvrtzavršnica
| par                                   | rez.          | napomene, izvještaji |
| ------------------------------------- | ------------- | -------------------- |
| Patriot Zagreb - Agram Extreme Zagreb | 3:3 (4:6 pen) | [ 2 ]                |
| Rugvica - Zagreb 92                   | 9:4           | [ 2 ]                |
| Alumnus Zagreb - Fotex Nedeljanec     | 8:3           | [ 2 ]                |
| Futsal Dinamo Zagreb - Kozakiv Zagreb | 3:1           | [ 3 ]                |

### Poluzavršnica
| par                                   | rez. | napomene, izvještaji |
| ------------------------------------- | ---- | -------------------- |
| Futsal Dinamo Zagreb - Rugvica        | 8:2  | [ 4 ]                |
| Alumnus Zagreb - Agram Extreme Zagreb | 5:4  |                      |

### Završnica
| par                                   | rez. | napomene, izvještaji |
| ------------------------------------- | ---- | -------------------- |
| Futsal Dinamo Zagreb - Alumnus Zagreb | 4:3  | [ 5 ]                |

## Vanjske poveznice
- hns-cff.hr, Hrvatski malonogometni kup
- crofutsal.com, Hrvatski malonogometni kup